# Brian Eno

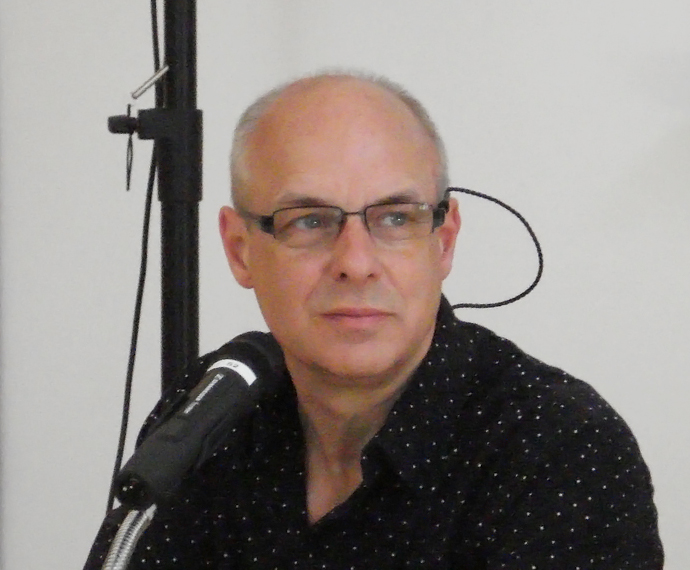
Brian Eno (2008)

Brian Peter George St. John le Baptiste de la Salle Eno (Woodbridge, Suffolk, 15 de mayo de 1948), artísticamente Brian Eno o Eno, es un compositor, activista, cantante, artista conceptual, artista visual, ingeniero de audio, inventor, escritor, fotógrafo y productor musical inglés. A lo largo de su trayectoria ha desarrollado trabajos en géneros musicales como el ambient -del que se le considera un pionero-, el glam-rock -con Roxy Music-, la música electrónica y experimental.
Considerado un visionario y un innovador en muchos campos de la música, también ha desarrollado trabajos en otras disciplinas artísticas, en especial las instalaciones y las artes visuales. Fue el compositor del archivo de sonido de inicio de sesión de Windows 95, denominado «The Microsoft Sound», y ha colaborado en el desarrollo del generador de música algorítmica Kōan.
En su trayectoria ha obtenido galardones en los premios BRIT (1994 y 1996), BAFTA (2012) y Grammy (1988, 2001, 2002, 2006, 2009 y 2010). Ha colaborado en proyectos conjuntos con artistas como Robert Fripp, Cluster, Harold Budd, David Bowie o David Byrne y producido álbumes para artistas como John Cale, Talking Heads, Devo, Ultravox, U2, Laurie Anderson, Grace Jones, Slowdive, Coldplay, James Blake, Kevin Shields, Camel, Travis, James o Damon Albarn.
En 1996 Eno, entre otros, fundó la Long Now Foundation, con el fin de enseñar a la gente a pensar sobre el futuro de la sociedad a muy largo plazo. Es columnista en el periódico británico The Observer.

## Biografía

### Primeros años
Eno estudió en una escuela privada, St. Joseph's College, en Birkfield, para, a los dieciséis años, matricularse en las Art School —institución británica equivalente a una Escuela de Bellas Artes de Grado Medio— de Ipswich y Winchester, donde se graduó en 1969.
Desde su infancia, Eno veía muy claro que quería dedicarse a la actividad artística. Ya en la escuela experimentaba con la música sirviéndose de un magnetófono, y su profesor de pintura Tom Phillips le animó a continuar con ello. Entre ambos organizaron una peculiar «performance» consistente en disponer una serie de pianos en una sala y golpearlos con pelotas de tenis.

«Cuando era muy joven —tenía de hecho nueve años— tomé la decisión de que nunca iba a tener un trabajo corriente. Un incidente en particular aceleró mi decisión. Mi padre llegó a casa después del trabajo un día y había estado trabajando más que de costumbre. Él era cartero y estábamos en invierno, así que había estado arrastrándose por la nieve doce horas, desde las cuatro de la mañana. En casa, se tiró en una silla y estaba tan cansado que no podía ni comer. Hambre tenía, y no paraba de coger comida con el tenedor... pero era incapaz de comerla, se quedaba dormido. Entonces pensé: a mí nunca me va a pasar eso. Y creo que lo he ido logrando hasta ahora».
Brian Eno

Una vez graduado se traslada a Londres, donde colabora con la Scratch Orchestra de Cornelius Cardew, en cuya grabación de The Great Learning (Deutsche Grammophon, 1971) interviene como una de las voces; y con Malcom Le Grice en la banda sonora de Berlin Horse (1971), un filme experimental de nueve minutos.

### Roxy Music

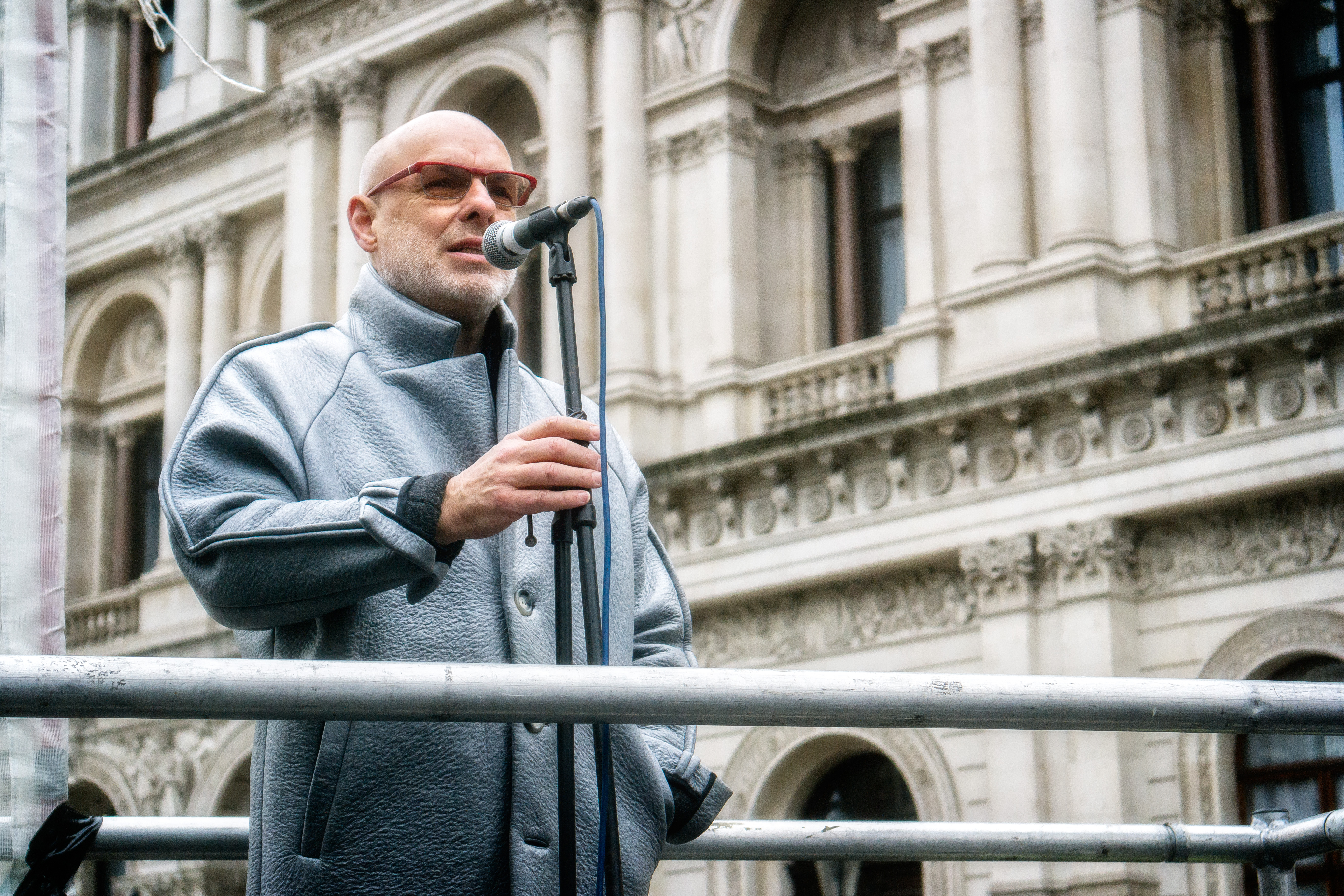
Durante una manifestación con motivo de los Bombardeos en Siria (2005)

Eno comienza su carrera musical profesional en 1971 al entrar a formar parte del grupo de glam rock y art rock Roxy Music. Bryan Ferry, líder de la banda, reclutó a Eno por recomendación del saxofonista Andy Mackay que, después de adquirir un sintetizador VCS3 se había visto incapaz de manejarlo. Eno sí lo consiguió, y se incorporó inicialmente como operador de la mesa de mezclas y las cintas pregrabadas, además del sintetizador y los coros, pero sin actuar en escena. Finalmente aparecería con el resto de músicos, con una apariencia y atuendo aún más estrafalario y andrógino que el de sus compañeros.

"Siempre me sentí como una estrella del pop. Es divertido. Incluso cuando estaba en la escuela de arte solía vestirme como lo que yo pensaba que me hacía sentir alguien especial. Mi atuendo era muy extravagante y solía confeccionarme las prendas yo mismo. Tenía la actitud, si no de una estrella pop, de alguien que podía hacer lo que quisiera."
Brian Eno (2012) 

Con Roxy Music grabará los sencillos «Virginia Plain/The Numberer» (1972) y «Pyjamarama» (1973), y los álbumes Roxy Music (1972) y For Your Pleasure (1973). Tras serias discrepancias con Bryan Ferry tras la gira de promoción de este segundo álbum Eno abandonó el proyecto y comenzó su trayectoria en solitario.

### Trayectoria solista

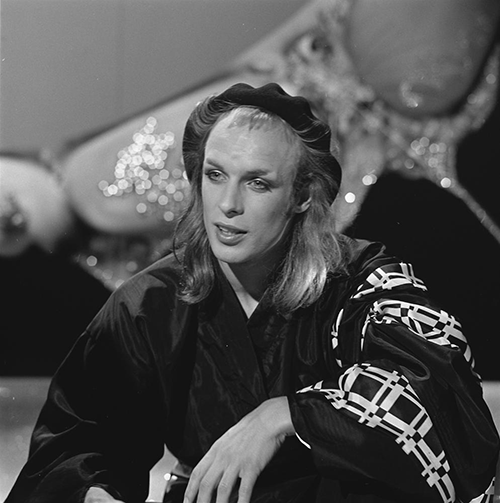
Brian Eno en el programa de televisión Top Of The Pops (1974)

Una vez abandonado Roxy Music Eno edita sus primeros álbumes en solitario: Here Come The Warm Jets (1974), al que seguirán Taking Tiger Mountain (By Strategy) (1974) y Another Green World (1975). En esta etapa se instala en un sonido que recuerda al de su paso por Roxy Music, próximo al pop con toques de vanguardia, aunque progresivamente va incluyendo matices más experimentales y alejados del formato habitual de canción. Here Come The Warm Jets incluye su primera colaboración con Robert Fripp (de King Crimson) una colaboración artística que ha proseguido a lo largo de los años, en el tema «Baby's On Fire», uno de sus temas más conocidos de esta primera etapa junto con «Third Uncle», posteriormente versionado por el grupo Bauhaus.
Before and After Science (1977) sería el antecedente más sobresaliente, partiendo del art rock, para su aporte más importante a la denominada música ambient y a todo tipo de experimentos de vanguardia. El propio término «música ambient» se acuñó a partir de su serie de álbumes inspirados en el muzak, entre ellos Ambient 1: Music for Airports, The Plateaux of Mirror, Day of Radiance y On Land.

"Me di cuenta de que lo que yo quería era hacer música que no cambiara mucho, que fuera como una pintura más que como una obra de teatro, algo que se mantuviera estático. Así que empecé a hacer una forma de música inmóvil, más parecida a un cuadro. Al principio lo llame still music, luego ambient. Lo más importante del ambient era esa cualidad pictórica, los colores del sonido, no la historia. Mucha música es una progresión narrativa. Yo quería huir de la narrativa"
Brian Eno (Diario El País, 2017) 

Entre sus colaboraciones destacan la realizada con David Byrne, ex componente de Talking Heads, en My Life in the Bush of Ghosts (1981) uno de los primeros discos que no era de rap o hip hop en utilizar ampliamente samplings. Con Robert Wyatt en el álbum Shleep (1997). Con Jon Hassell o con el dúo alemán Cluster.
Junto a su hermano, Roger Eno, también ha realizado colaboraciones. Una de sus aportaciones más destacadas fue para David Bowie, como letrista y compositor de su influyente Trilogía de Berlín (Low, Heroes y Lodger), publicados entre 1976 y 1978, grabados tras mudarse Bowie a la capital alemana en un período convulso en la vida del cantante británico, debido al consumo de sustancias. Posteriormente, Eno colaboró en otros álbumes de Bowie, como 1.Outside y en el tema «I'm Afraid of Americans».

"Algunas personas tachan el estilo de David Bowie como superficial o que contiene ideas recicladas, pero eso me suena a una buena definición del pop para mi. Es arte popular."
Brian Eno (2008) 

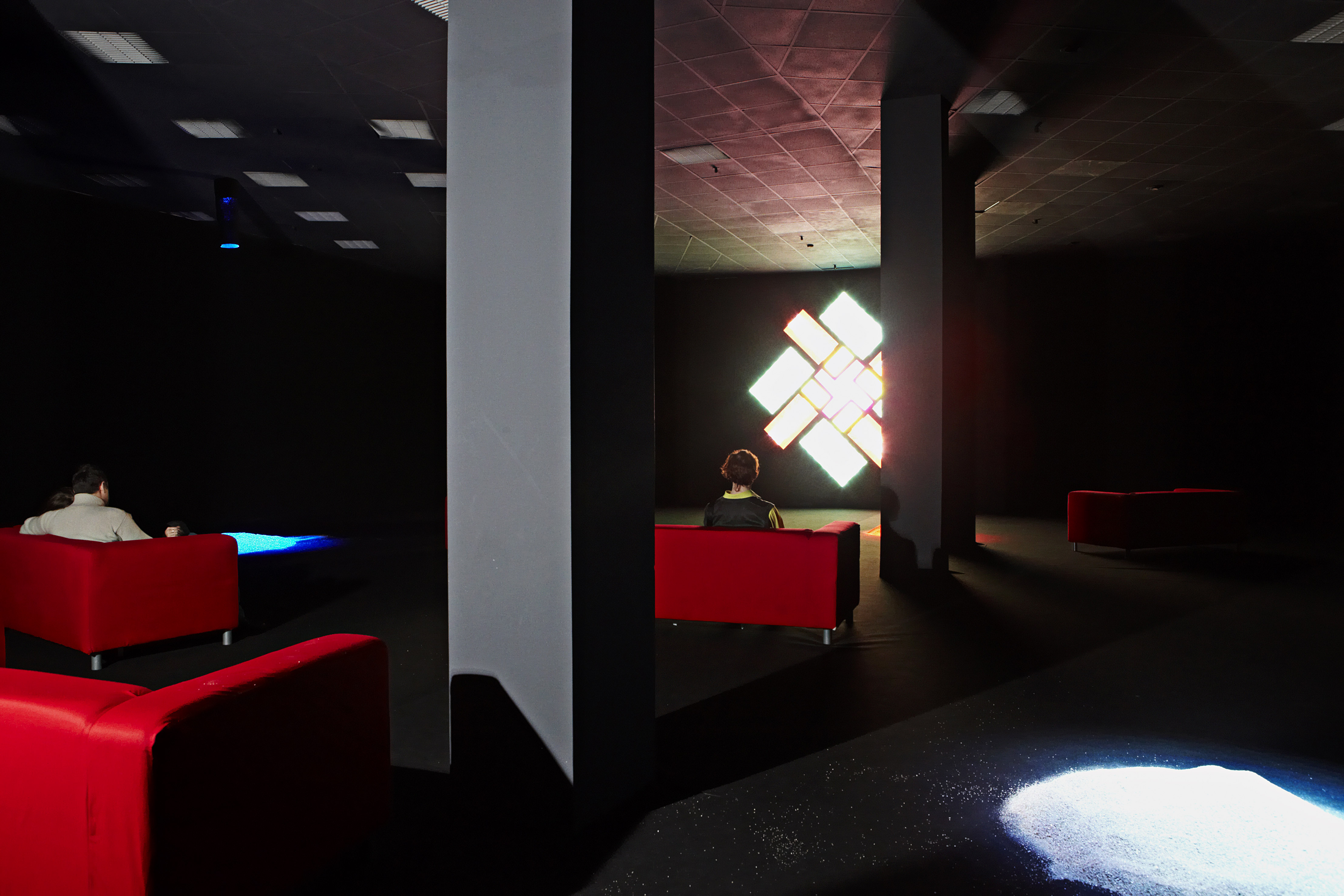
Una de sus instalaciones artísticas (2010)

Entre sus numerosas colaboraciones figuran los trabajos con Jon Hopkins, productor de música electrónica, con el cual ha producido álbumes como Viva la Vida or Death and All His Friends de la banda Coldplay. Brian Eno colaboró recientemente con la banda para el álbum Ghost Stories y se volvió a contar con la colaboración de Hopkins.

## Discografía
En solitario
- Here Come The Warm Jets (1974)
- Taking Tiger Mountain (By Strategy) (1974)
- Another Green World (1975)
- Discreet Music (1975)
- Before And After Science (1977)
- Ambient 1: Music For Airports (1978)
- Music For Films (1978)
- Ambient 4: On Land (1982)
- Apollo: Atmospheres And Soundtracks (1983)
- Music For Films Volume 2 (1983)
- Thursday Afternoon (1985)
- Nerve Net (1992)
- The Shutov Assembly (1992)
- Neroli (1993)
- Headcandy (1994)
- The Drop (1997)
- Another Day On Earth (2005)
- Lux (2012)
- The Ship (2016)
- Reflection (2017)
- Sisters (2017)
- Music For Installations (2018)
- Rams-Original Soundtrack Album (2020)

Álbumes para Instalaciones Artísticas
- Extracts from Music for White Cube, London 1997 (1997)
- Lightness: Music for the Marble Palace (1997)
- I Dormienti (1999)
- Kite Stories (1999)
- Music for Civic Recovery Centre (2000)
- Compact Forest Proposal (2001)
- January 07003: Bell Studies for the Clock of the Long Now (2003)
- Making Space (2010)

Recopilatorios
- Film music 1976 - 2020 (2020)